# Cuigy-en-Bray
Cuigy-en-Bray est une commune française située dans le département de l'Oise, en région Hauts-de-France.

## Géographie

### Description

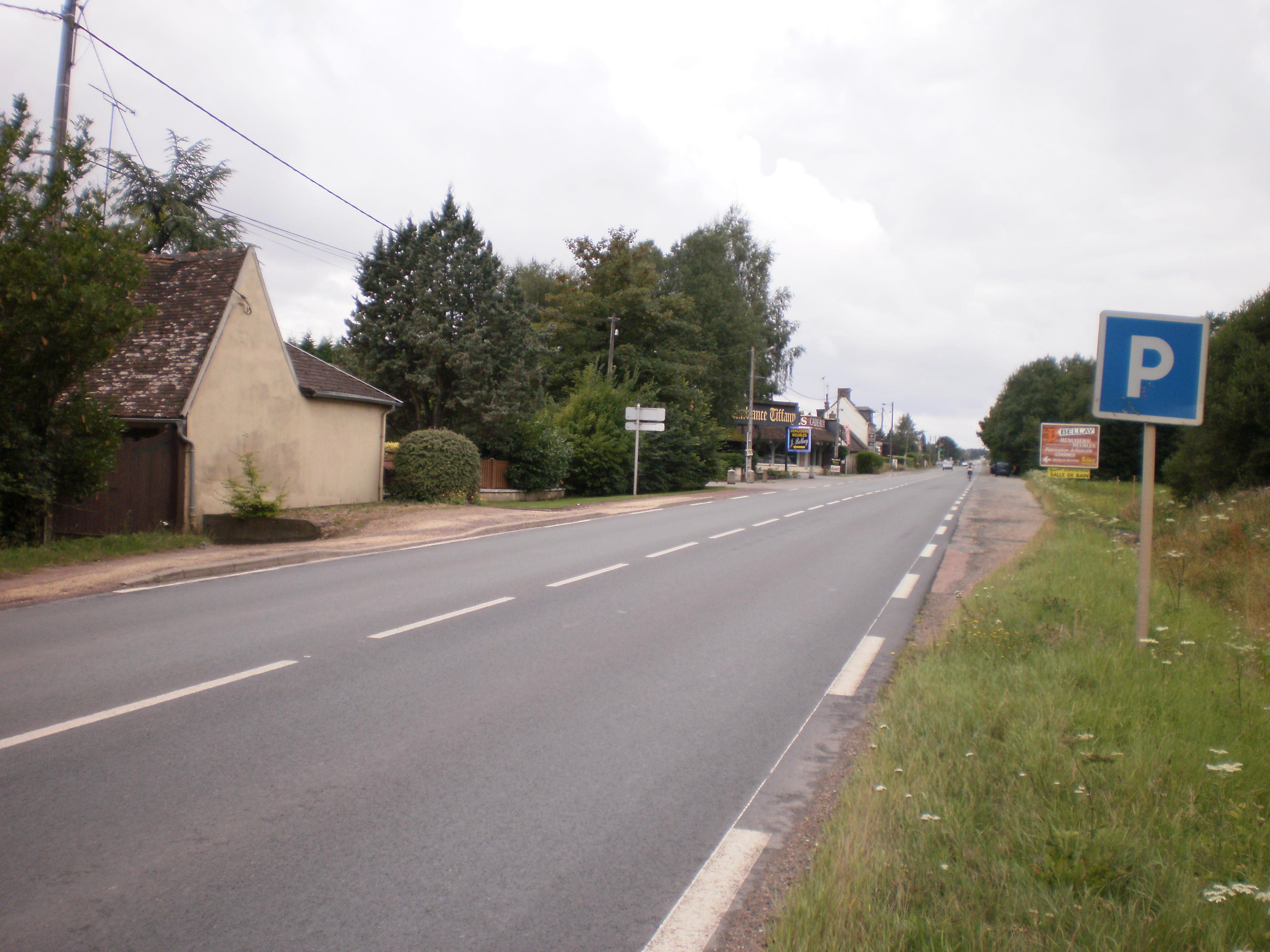
La RN 31 à Cuigy.

Cuigy-en-Bray est un bourg périurbain picard de l'Oise, située à une vingtaine de kilomètres à l'ouest  de Beauvais, 9 km au sud-est de Gournay-en-Bray, 17 km au nord de Gisors et à 52 km à l'est de Rouen.
Le nord du territoire communal est traversé par la route nationale 31. Sa superficie est égale à 981 hectares. Le point culminant de Cuigy s'élève à 226 mètres (du côté des Larris).
Le village est traversé par le sentier de grande randonnée GR 129.
En 1841, Louis Graves indiquait que le territoire communal « de configuration à-peu-près rectangulaire, s'appuie au sud sur la falaise du Bray, et s'avance au nord jusqu'à la partie moyenne de la vallée ».

### Communes limitrophes
| Senantes            | Blacourt                |            |
| Saint-Germer-de-Fly | Cuigy-en-Bray           | Espaubourg |
|                     | Le Coudray-Saint-Germer |            |

### Hydrographie

#### Réseau hydrographique
La commune est située dans le bassin Seine-Normandie. Elle est drainée par le cours d'eau 05 de la commune de Blacourt,.

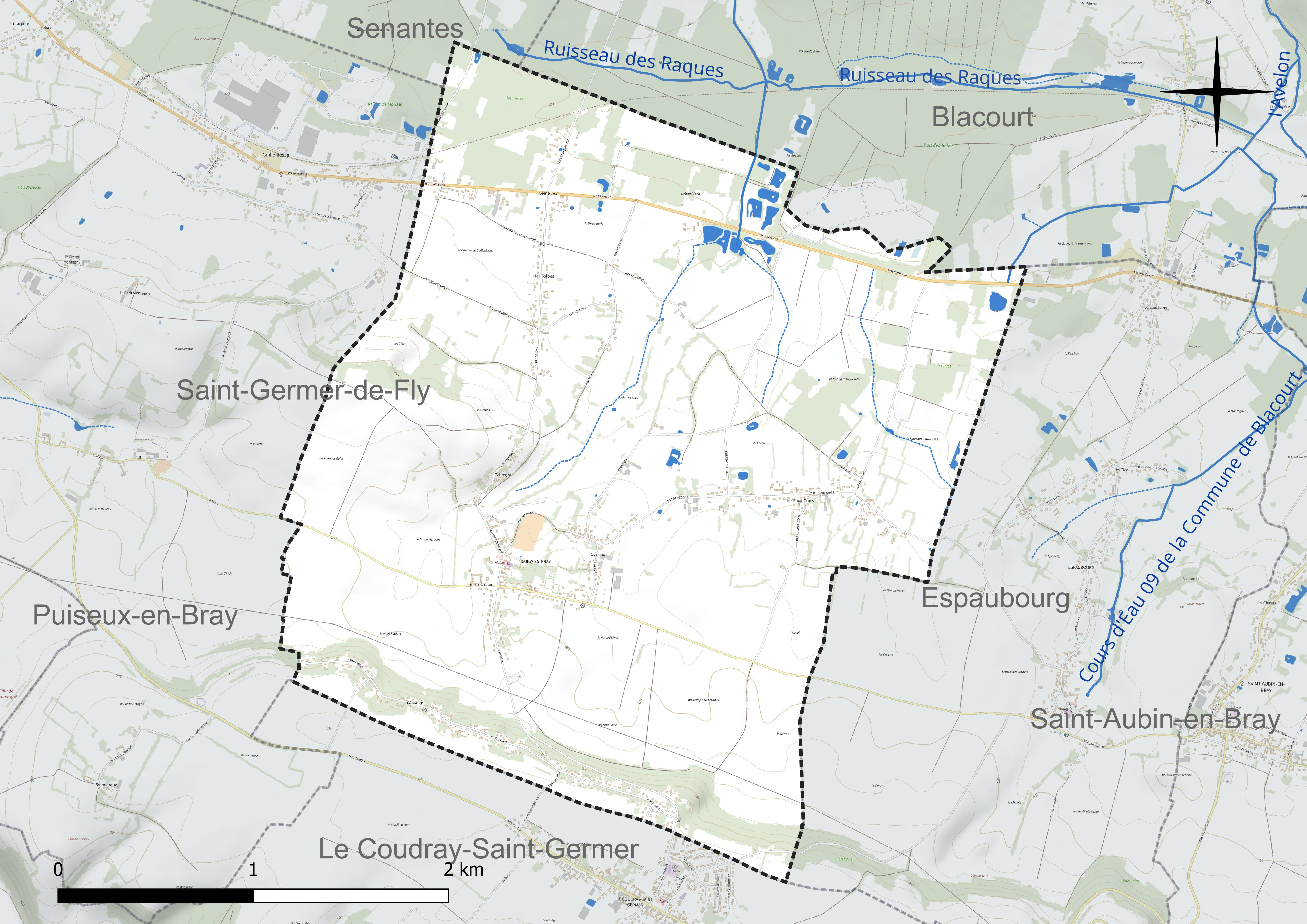
Réseau hydrographique de Cuigy-en-Bray.

#### Gestion et qualité des eaux
Le territoire communal est couvert par le schéma d'aménagement et de gestion des eaux (SAGE) « Sensée ». Ce document de planification concerne un territoire de 1 219 km2 de superficie, délimité par le bassin versant du Thérain. Le périmètre a été arrêté le 27 janvier 2023 et le SAGE proprement dit est, en 2024, en cours d'élaboration. La structure porteuse de l'élaboration et de la mise en œuvre est le syndicat intercommunal de la Vallée du Thérain (SIVT).
La qualité des cours d'eau peut être consultée sur un site dédié géré par les agences de l'eau et l'Agence française pour la biodiversité.

### Climat
Pour des articles plus généraux, voir Climat des Hauts-de-France et Climat de l'Oise.
En 2010, le climat de la commune est de type climat océanique dégradé des plaines du Centre et du Nord, selon une étude du CNRS s'appuyant sur une série de données couvrant la période 1971-2000. En 2020, Météo-France publie une typologie des climats de la France métropolitaine dans laquelle la commune est exposée à un climat océanique et est dans la région climatique Sud-ouest du bassin Parisien, caractérisée par une faible pluviométrie, notamment au printemps (120 à 150 mm) et un hiver froid (3,5 °C).
Pour la période 1971-2000, la température annuelle moyenne est de 10,2 °C, avec une amplitude thermique annuelle de 14 °C. Le cumul annuel moyen de précipitations est de 787 mm, avec 11,9 jours de précipitations en janvier et 8,5 jours en juillet. Pour la période 1991-2020, la température moyenne annuelle observée sur la station météorologique la plus proche, située sur la commune de Jaméricourt à 14 km à vol d'oiseau, est de 11,0 °C et le cumul annuel moyen de précipitations est de 695,7 mm,. Pour l'avenir, les paramètres climatiques de la commune estimés pour 2050 selon différents scénarios d'émission de gaz à effet de serre sont consultables sur un site dédié publié par Météo-France en novembre 2022.

## Urbanisme

### Typologie
Au 1er janvier 2024, Cuigy-en-Bray est catégorisée commune rurale à habitat dispersé, selon la nouvelle grille communale de densité à sept niveaux définie par l'Insee en 2022.
Elle est située hors unité urbaine. Par ailleurs la commune fait partie de l'aire d'attraction de Beauvais, dont elle est une commune de la couronne,. Cette aire, qui regroupe 162 communes, est catégorisée dans les aires de 50 000 à moins de 200 000 habitants,.

### Occupation des sols
L'occupation des sols de la commune, telle qu'elle ressort de la base de données européenne d'occupation biophysique des sols Corine Land Cover (CLC), est marquée par l'importance des territoires agricoles (84,1 % en 2018), en diminution par rapport à 1990 (90,7 %). La répartition détaillée en 2018 est la suivante : 
prairies (36,6 %), terres arables (34,5 %), zones agricoles hétérogènes (13 %), forêts (8,3 %), zones urbanisées (7,6 %). L'évolution de l'occupation des sols de la commune et de ses infrastructures peut être observée sur les différentes représentations cartographiques du territoire : la carte de Cassini (XVIIIe siècle), la carte d'état-major (1820-1866) et les cartes ou photos aériennes de l'IGN pour la période actuelle (1950 à aujourd'hui).

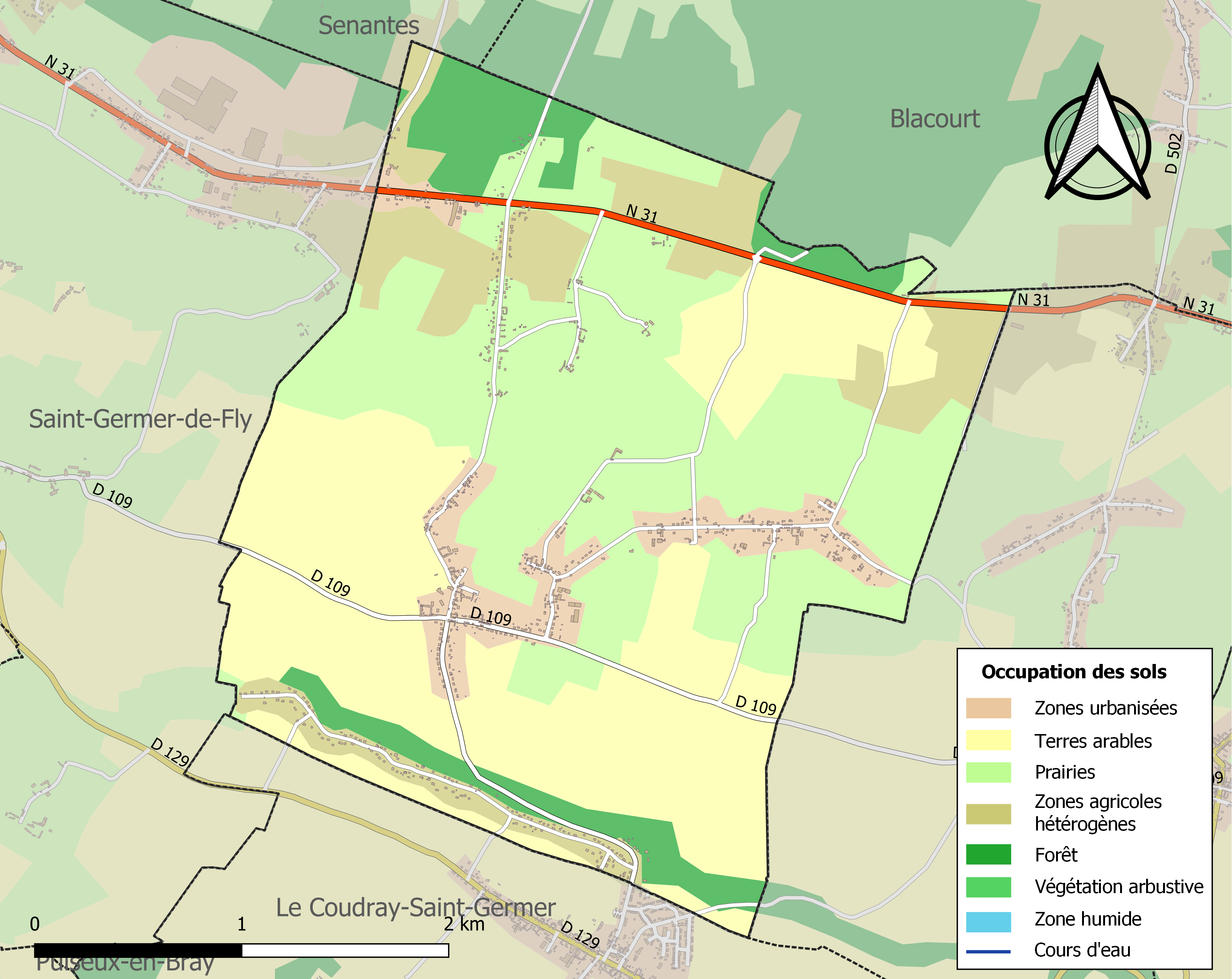
Carte des infrastructures et de l'occupation des sols de la commune en 2018 (CLC).

### Lieux-dits, hameaux et écarts
Cuigy est composée de plusieurs hameaux : les Larris, les Solons, les Eaux Ouïes. D'autres petits hameaux tels que Corleux, Calimont, Saint Leu participent au découpage de la commune..

### Habitat et logement
En 2018, le nombre total de logements dans la commune était de 456, alors qu'il était de 455 en 2013 et de 426 en 2008.
Parmi ces logements, 85,6 % étaient des résidences principales, 5,3 % des résidences secondaires et 9,1 % des logements vacants. Ces logements étaient pour 97,2 % d'entre eux des maisons individuelles et pour 1,7 % des appartements.
Le tableau ci-dessous présente la typologie des logements à Cuigy-en-Bray en 2018 en comparaison avec celle de l'Oise et de la France entière. Une caractéristique marquante du parc de logements est ainsi une proportion de résidences secondaires et logements occasionnels (5,3 %) supérieure à celle du département (2,5 %) et à celle de la France entière (9,7 %). Concernant le statut d'occupation de ces logements, 88,4 % des habitants de la commune sont propriétaires de leur logement (90,4 % en 2013), contre 61,4 % pour l'Oise et 57,5 pour la France entière.
| Typologie                                               | Cuigy-en-Bray | Oise | France entière |
| ------------------------------------------------------- | ------------- | ---- | -------------- |
| Résidences principales (en %)                           | 85,6          | 90,4 | 82,1           |
| Résidences secondaires et logements occasionnels (en %) | 5,3           | 2,5  | 9,7            |
| Logements vacants (en %)                                | 9,1           | 7,1  | 8,2            |

### Voies de communication et transports
La commune est desservie, en 2023, par les lignes 610, 6102, 6107 et 6149 du réseau interurbain de l'Oise.

## Toponymie
Le lieu est attesté sous les noms Cugy, Cuigny, Cuigy, Cugi, Cuisy (Cuigiacim, Cugeium, Cugiacum).
Le nom provient peut-être d'un nom de personne gallo-romain *Cudius ou *Codius, issu du nom gaulois Cudos, suivi du suffixe celtique de localisation *-āko devenu -acum à l'époque romaine, au sens de « propriété »[réf. nécessaire].
Le déterminant -en-Bray fait référence à l'ancien pagus mérovingien de Braco  (celtique = terrain humide), divisé en deux parties par la création de la Normandie en 911 et des régions modernes Picardie et Haute-Normandie.

## Histoire
Au Moyen Âge, « le territoire do Cuigy était partagé en deux grands fiefs, relevant l'un du comté de Beauvais, le deuxième du vidame de Gerberoy. La maison de Saint-Simon, branche de Grumesnil , prenait su seizième siècle la qualification de seigneur de Cuigy ».
En 1841, la commune, instituée par la Révolution française, était propriétaire d'une école, d'un terrain de jeu de tamis et de 20 hectares de terres en friches. On y comptait un four à chaux et une briqueterie , mais le moulin à vent n'existait plus. La population était essentiellement agricole, mais les femmes confectionnaient également de la dentelle.

## Politique et administration

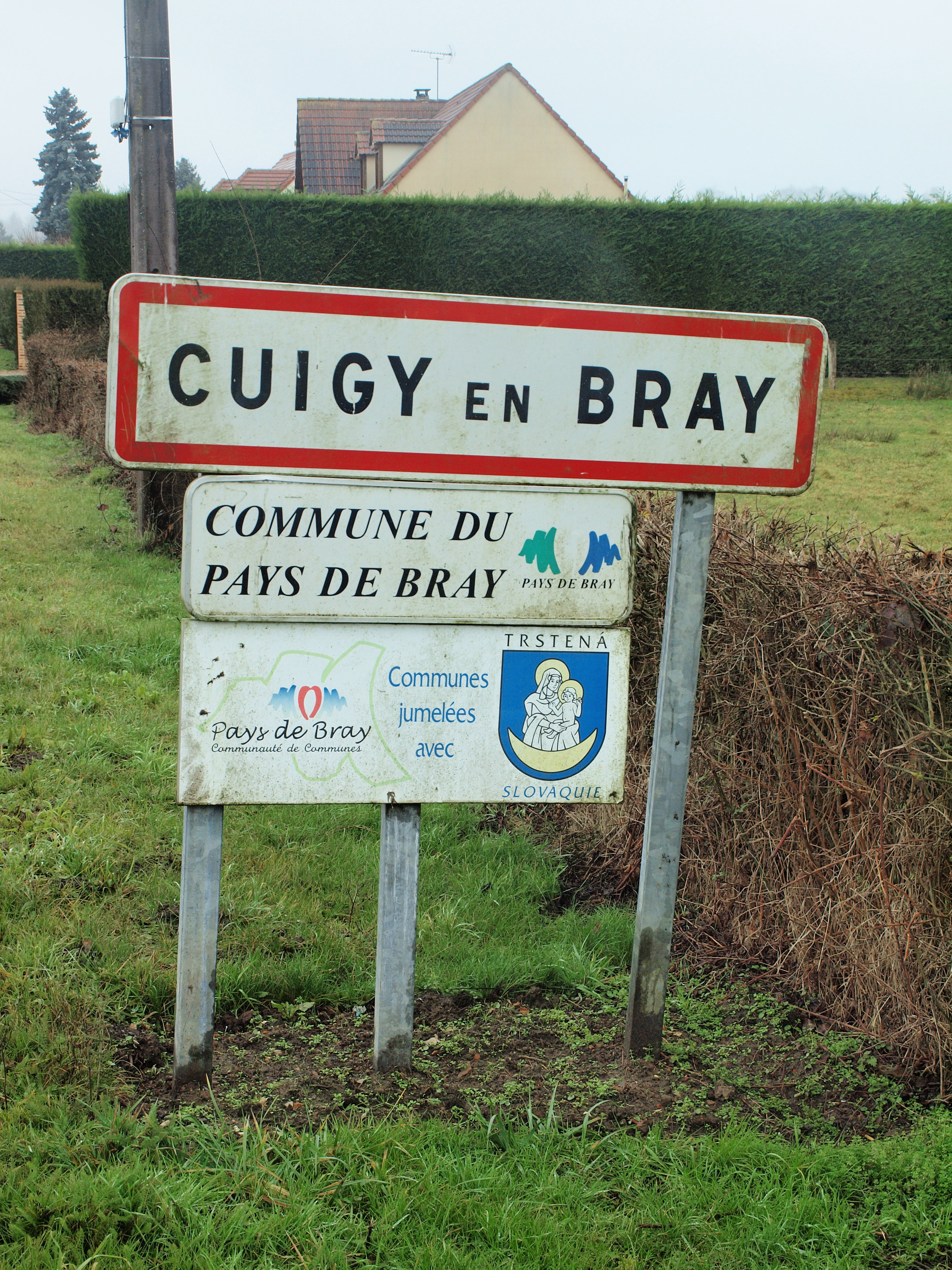
Panneau d'entrée de la commune, de l'intercommunalité et de jumelage.

### Rattachements administratifs et électoraux

#### Rattachements administratifs
La commune se trouve dans l'arrondissement de Beauvais du département de l'Oise.
Elle faisait partie depuis 1801 du canton du Coudray-Saint-Germer. Dans le cadre du redécoupage cantonal de 2014 en France, cette circonscription administrative territoriale a disparu, et le canton n'est plus qu'une circonscription électorale.

#### Rattachements électoraux
Pour les élections départementales, la commune fait partie depuis 2014 du canton de Grandvilliers
Pour l'élection des députés, elle fait partie de la deuxième circonscription de l'Oise.

### Intercommunalité
Cuigy-en-Bray est membre de la communauté de communes du Pays de Bray, un établissement public de coopération intercommunale (EPCI) à fiscalité propre créé fin 1997 et auquel la commune a transféré un certain nombre de ses compétences, dans les conditions déterminées par le code général des collectivités territoriales.

### Liste des maires
| Période                                  | Période                       | Identité           | Étiquette | Qualité                                  |
| ---------------------------------------- | ----------------------------- | ------------------ | --------- | ---------------------------------------- |
| Les données manquantes sont à compléter. |                               |                    |           |                                          |
| mars 1989                                | juin 1995                     | Lucien Godefroy    |           | Retraité de l'agriculture                |
| juin 1995                                | mars 2008                     | Jean-Louis Bézamat | UMP       | Promoteur dans la publicité de la presse |
| mars 2008                                | En cours (au 2 décembre 2021) | Bernard Noyelle    |           | Artisan Réélu pour le mandat 2020-2026,  |

## Équipements et services publics

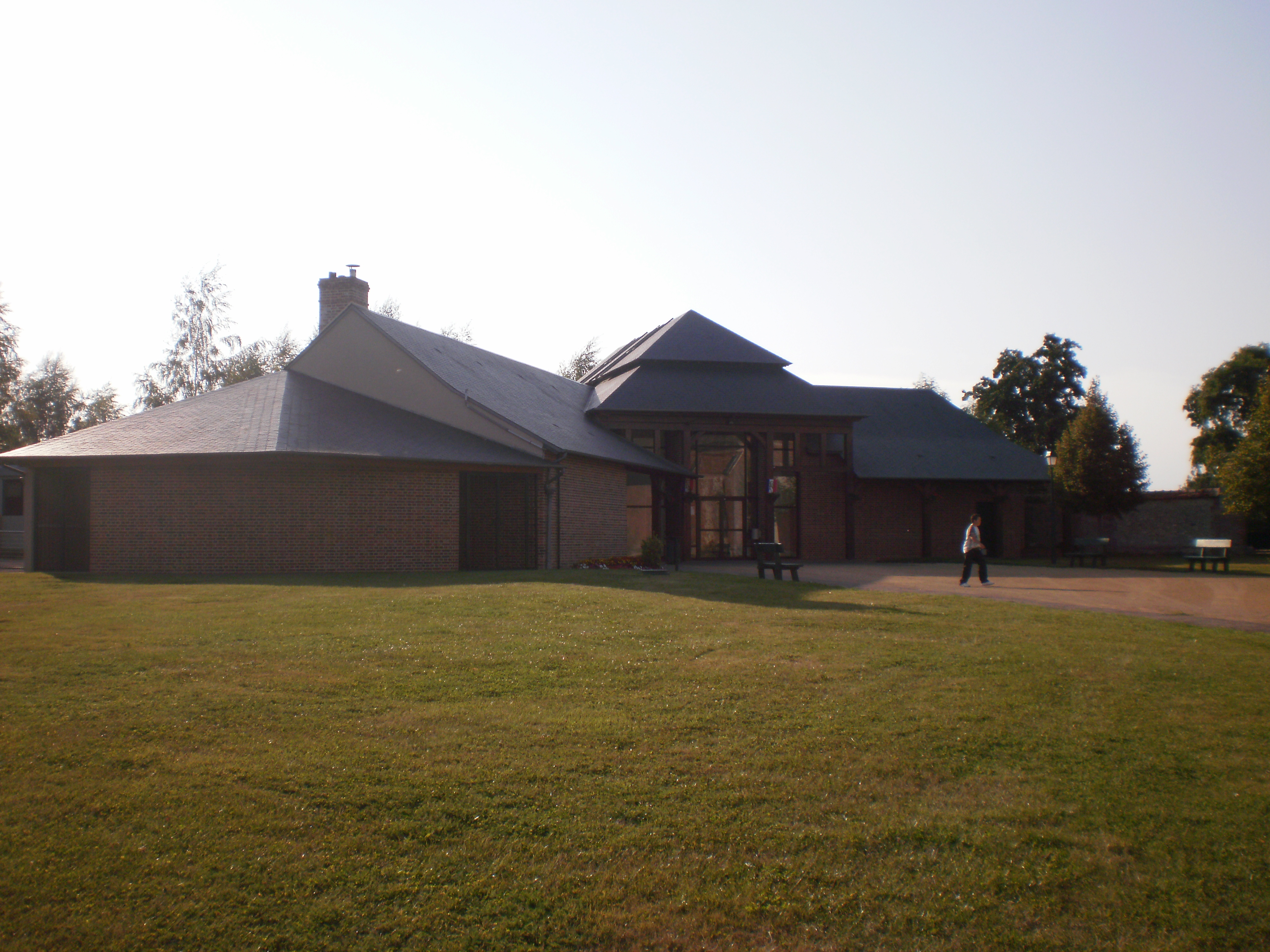
Salle des fêtes.

Outre la mairie, rénovée en 2016, la commune compte plusieurs équipements :
- un stade municipal
- une salle périscolaire

## Population et société

### Démographie

#### Évolution démographique
L'évolution du nombre d'habitants est connue à travers les recensements de la population effectués dans la commune depuis 1793. Pour les communes de moins de 10 000 habitants, une enquête de recensement portant sur toute la population est réalisée tous les cinq ans, les populations de référence des années intermédiaires étant quant à elles estimées par interpolation ou extrapolation. Pour la commune, le premier recensement exhaustif entrant dans le cadre du nouveau dispositif a été réalisé en 2004.

En 2022, la commune comptait 966 habitants, en évolution de +3,21 % par rapport à 2016 (Oise : +0,87 %, France hors Mayotte : +2,11 %).
| 1793 | 1800 | 1806 | 1821 | 1831 | 1836 | 1841 | 1846 | 1851 |
| ---- | ---- | ---- | ---- | ---- | ---- | ---- | ---- | ---- |
| 529  | 604  | 674  | 673  | 709  | 674  | 643  | 638  | 638  |

| 1856 | 1861 | 1866 | 1872 | 1876 | 1881 | 1886 | 1891 | 1896 |
| ---- | ---- | ---- | ---- | ---- | ---- | ---- | ---- | ---- |
| 620  | 615  | 605  | 569  | 525  | 547  | 478  | 463  | 458  |

| 1901 | 1906 | 1911 | 1921 | 1926 | 1931 | 1936 | 1946 | 1954 |
| ---- | ---- | ---- | ---- | ---- | ---- | ---- | ---- | ---- |
| 470  | 464  | 455  | 395  | 445  | 398  | 427  | 457  | 370  |

| 1962 | 1968 | 1975 | 1982 | 1990 | 1999 | 2004 | 2006 | 2009  |
| ---- | ---- | ---- | ---- | ---- | ---- | ---- | ---- | ----- |
| 387  | 393  | 439  | 597  | 708  | 817  | 914  | 926  | 1 012 |

| 2014 | 2019 | 2022 | - | - | - | - | - | - |
| ---- | ---- | ---- | - | - | - | - | - | - |
| 960  | 970  | 966  | - | - | - | - | - | - |

#### Pyramide des âges
La population de la commune est relativement jeune.
En 2018, le taux de personnes d'un âge inférieur à 30 ans s'élève à 33,1 %, soit en dessous de la moyenne départementale (37,3 %). À l'inverse, le taux de personnes d'âge supérieur à 60 ans est de 25,7 % la même année, alors qu'il est de 22,8 % au niveau départemental.
En 2018, la commune comptait 468 hommes pour 488 femmes, soit un taux de 51,05 % de femmes, légèrement inférieur au taux départemental (51,11 %).
Les pyramides des âges de la commune et du département s'établissent comme suit.
| Hommes | Classe d’âge | Femmes |
| ------ | ------------ | ------ |
| 0,6    | 90 ou +      | 0,6    |
| 5,7    | 75-89 ans    | 9,1    |
| 19,2   | 60-74 ans    | 16,4   |
| 20,4   | 45-59 ans    | 24,0   |
| 18,5   | 30-44 ans    | 19,2   |
| 17,3   | 15-29 ans    | 14,1   |
| 18,3   | 0-14 ans     | 16,6   |

| Hommes | Classe d’âge | Femmes |
| ------ | ------------ | ------ |
| 0,5    | 90 ou +      | 1,4    |
| 5,5    | 75-89 ans    | 7,6    |
| 15,6   | 60-74 ans    | 16,3   |
| 20,8   | 45-59 ans    | 20     |
| 19,4   | 30-44 ans    | 19,4   |
| 17,6   | 15-29 ans    | 16,2   |
| 20,6   | 0-14 ans     | 19,1   |

## Économie
L'économie du village est fortement issue de l'agriculture, essentiellement grâce à l'élevage bovin et aux cultures céréalières.
La commune dispose également de quelques commerces, dont une boulangerie. En effet, les principaux commerçants de la commune se sont regroupés aux alentours de la route nationale 31, qui leur assure un emplacement idéal. Parmi ces commerces, on y retrouve une menuiserie célèbre sur le plan local, un restaurant, un magasin discount, mais aussi un café-bar-tabac.
Certes, ces commerces sont encore peu nombreux mais restent tout de même très importants pour la commune.
Un local abrite des distributeurs automatiques de produits frais locaux sur la RN 31.

## Culture locale et patrimoine

### Lieux et monuments
On peut signaler : 
- Lavoir municipal
- L'église Saint-Brice, construite en brique et constituée d'une nef du XVIIIe siècle suivie d'une abside en hémicycle de même largeur, issue d'une  reconstruction effectuée en style néo-gothique à partir de 1836[25].
- L'ancien château du XVIIIe siècle
- Chapelle Sainte-Florentine, rénovée en 2017[26],[27]
- Centre équestre[28].

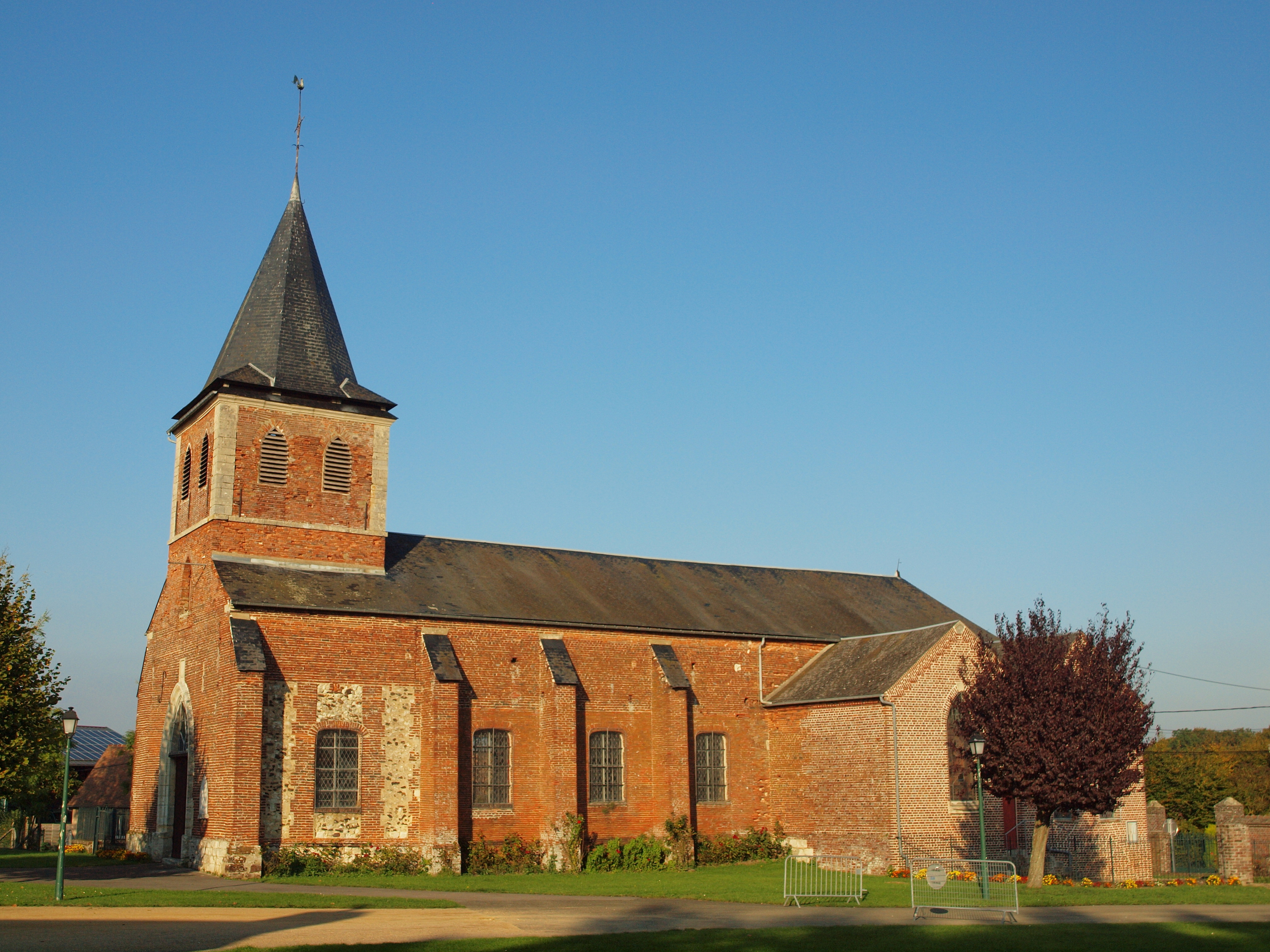
L'église.
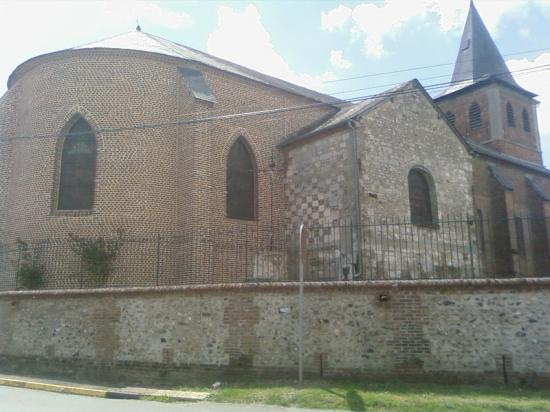
Chevet de l'église.
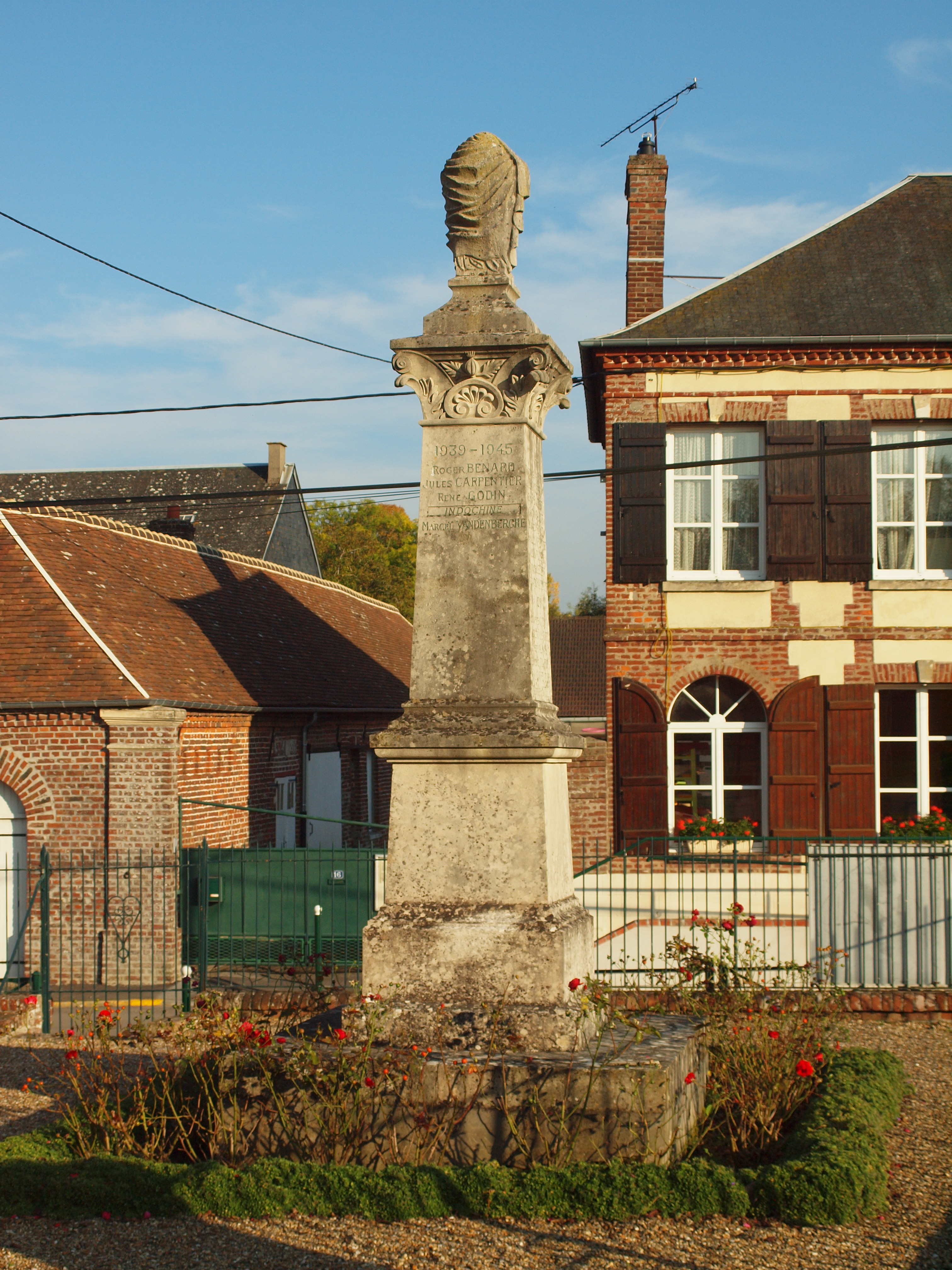
Monument aux morts.

### Personnalités liées à la commune
- Nadège Lefebvre, femme politique, y est née en 1960[18].